# Sofonisba

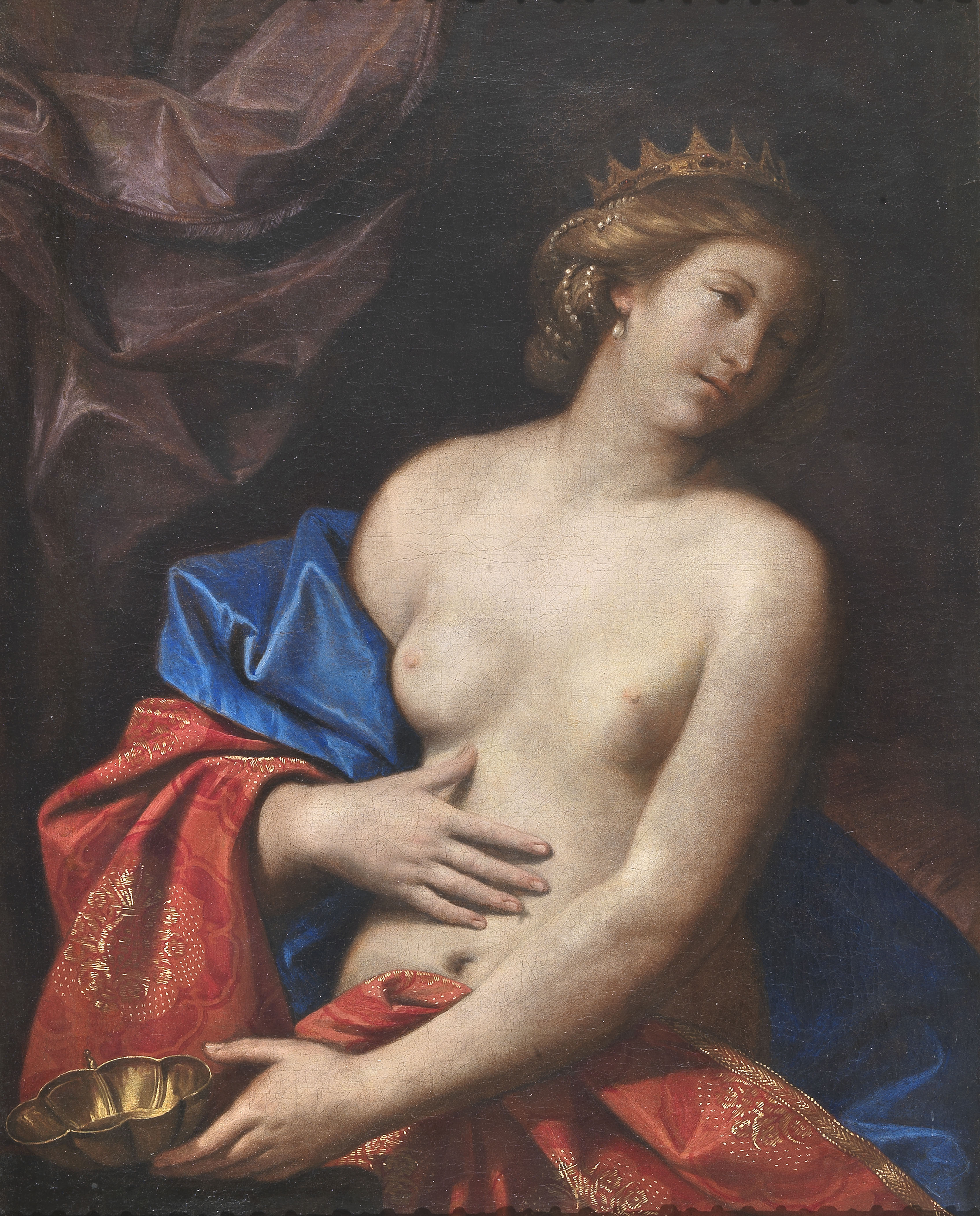
Sofonisba moribunda, de Guercino.

Sofonisba (en griego Σοφόνισβα; en púnico 𐤔𐤐𐤍𐤁𐤏𐤋 Saphanbaʿal, Cartago, siglo III a. C.-Cirta, 203 a. C.) fue una aristócrata cartaginesa de la segunda guerra púnica. Hija del general Asdrúbal Giscón, jugó un papel central en el juego de alianzas de Numidia durante la guerra antes de poner fin a su vida para evitar caer en manos de los romanos. Debido a su notable importancia en las crónicas históricas, Sofonisba fue inmortalizada en innumerables obras pictóricas, teatrales y literarias los siglos posteriores, destacando la dignidad de su propia muerte, y a veces adscribiéndola al arquetipo de la mujer fatal.

## Biografía
Cuando Sofonisba aún era muy joven, su padre la prometió como esposa al heredero númida Masinisa, a cuyo lado Asdrúbal combatiría en Hispania contra los romanos, para afianzar la alianza entre Numidia y Cartago. Sin embargo, el senado de Cartago anuló los esponsales sin el conocimiento de los implicados y la prometió en su lugar a Sifax, otro gobernante númida de mayor poderío que hasta entonces había estado aliado con Roma.
Según el cronista Apiano, esta decisión se debió no sólo a que Sifax pareciera mejor partido, sino también a que el compromiso entre Sofonisba y Masinisa había convertido a Sifax en un obstáculo para Cartago. Hallándose enamorado de Sofonisba y naturalmente indignado por sus futuras nupcias, Sifax había animado rebeliones en las tierras púnicas y enviado mensajeros a Escipión el Africano proponiendo que intentasen tomar Cartago juntos, con tal de hacerse por la fuerza con la hija de Asdrúbal. Por ello, los senadores cartagineses decidieron atraerlo a su causa concediéndole lo que buscaba, a lo que Asdrúbal tuvo que acceder a regañadientes. De esta manera, Sifax se casó con Sofonisba en el 206 a. C., convirtiéndose entonces en el mayor aliado de Cartago y empujando a Masinisa a aliarse secretamente con Escipión a causa del despecho. Asdrúbal intentaría asesinar a Masinisa en África para impedir otra vuelta de tuerca a la situación, pero el númida escapó y se retiró a sus tierras.

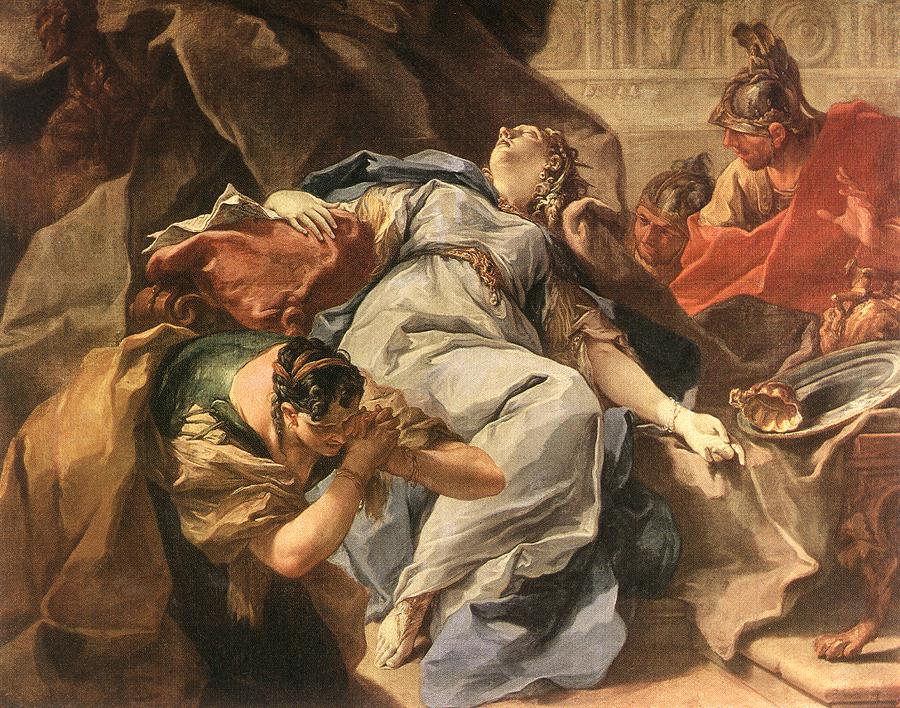
La muerte de Sofonisba, de Giambattista Pittoni.

Los autores grecorromanos concurren en alabar las habilidades de Sofonisba, más propias de una verdadera agente política cartaginesa que de una simple moneda de cambio matrimonial. Así, Diodoro Sículo la describe como "hermosa de apariencia, una mujer de variados modos, y una dotada de la habilidad de dominar a los hombres a su voluntad", mientras que Dión Casio, quien habla de la profunda educación en letras y música que Sofonisba poseía, afirma que "poseía la finura propia de la vida urbana y una gracia seductora, y en su conjunto era tan atractiva que, con sólo verla o incluso escucharla, cualquiera quedaba cautivado por ella". Leal a Cartago ante todo, Sofonisba aprovechó la influencia que ejercía sobre Sifax para hacerle obedecer a la causa púnica, logrando que el rey uniera fuerzas con su suegro y se enfrentara a los romanos en las batallas de Útica y los Grandes Campos, que a pesar de sus esfuerzos terminaron en sendos fracasos.
Perseguido por las fuerzas romanas después de la batalla, Sifax fue apresado y derrocado en la consiguiente Batalla de Cirta, cayendo en así en las manos del conquistador Masinisa. A pesar del tiempo transcurrido, Sofonisba aún ejercía tal efecto sobre Masinisa que éste le prometió perdonarla de la cautividad y no entregarla a los romanos, y tras ello la desposó sin retraso, aceptando los pretextos de Sofonisba de que había sido forzada a casarse con Sifax contra su voluntad. Sin embargo, Escipión se negó a ratificar los esponsales y exigió la entrega inmediata de Sofonisba como parte del botín de guerra de Roma, temiendo que la princesa pudiese atraer a Masinisa a la causa púnica como había hecho con Sifax. Esta precaución se habría visto corroborada no solo por las confesiones del propio Sifax, sino también por las averiguaciones que había realizado Cayo Lelio, el lugarteniente y consejero de Escipión.

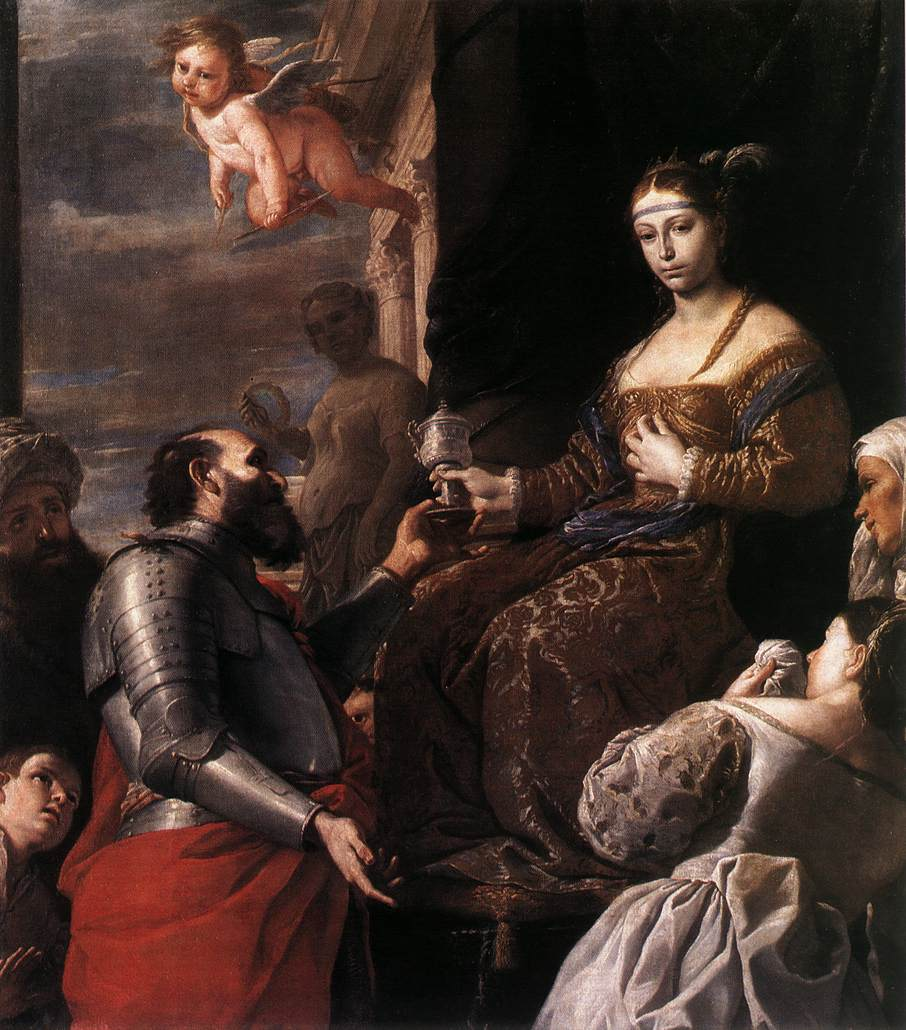
La Muerte de Sofonisba, de Mattia Preti.

De entre los varios autores que recogen estos hechos, Plutarco da un motivo más galante, pretendiendo que Escipión habría exigido la entrega de la princesa para evitar que Masinisa, que la habría obligado a casarse con él, pudiera cobrarse en la persona de Sofonisba su despecho por su anterior matrimonio con Sifax.
En cualquier caso, Masinisa se vio enfrentado a la perspectiva de entregar a su nueva esposa o ser declarado enemigo de Roma. Decidiendo en última instancia conservar sus alianzas con Escipión, el númida aceptó entregar a Sofonisba, pero antes envió a ésta una copa de veneno con el que suicidarse para escapar del presidio romano. Digna hasta el final, Sofonisba tomó el veneno sin dilación y murió, no sin antes reprochar a Masinisa haberse casado con ella sólo para venderla después. En contra lo que sugeriría la crudeza de este desenlace, la amistad entre Masinisa y Roma pervivió hasta mucho después de la muerte del primero en 148 a. C., tal y como Escipión había pretendido.